# Сантос-Дюмон (аэропорт)

Аэропорт Сантос-Дюмон (порт. Aeroporto Santos Dumont) (Код ИАТА: SDU) — второй главный аэропорт города Рио-де-Жанейро, Бразилия. Назван в честь бразильского пионера авиации Альберто Сантоса-Дюмонта.
В 2009 году аэропорт занимал 9-ю строчку в списке самых загруженных аэропортов Бразилии с точки зрения пассажиров и 7-ю с точки зрения эксплуатации самолётов в Бразилии. Управляется компанией Infraero.

## История
История аэропорта берет своё начало в 1930-х годах. До этого времени немногочисленные рейсы, выполнявшиеся самолетами, не приспособленными к посадке на воду  использовали аэропорт Мангиньоса (Manguinhos), тогда как гидросамолёты, совершали внутренние и международные полёты, используя терминал, расположенный в Calabouço Point, район,  теперь известный как «Praça Marechal Âncora». Они использовали для взлётов и посадок часть залива Гуанабара, называвшегося тогда «estirão do Caju» .
Чтобы справиться растущими объемами перевозок, в 1934 году была построена первая взлётно-посадочная полоса, длина которой составила 400 метров. В 1936 году взлётно-посадочная полоса была удлиненна до 700 метров, и аэропорт принял первый рейс, выполненный авиакомпанией VASP из Сан-Паулу. 16 октября 1936 года аэропорт был официально открыт и получил своё нынешнее название.
29 октября 1938 года был открыт новый пассажирский терминал для гидропланов. Этот терминал стал заменой бывшего пассажирского терминала и использовался всеми авиалиниями кроме Panair и Pan American, которые имели свои собственные сооружения. Из-за снижения объемов полетов, выполняемых гидропланами, терминалом прекратили пользоваться в 1942 году. Сегодня в этом здании  размещается Исторический и культурный институт бразильских воздушных сил (INCAER) Архивная копия от 6 апреля 2010 на Wayback Machine.
В 1936 году: было начато строительство нового пассажирского терминала. Терминал был спроектирован архитекторами MMM Роберто (Марсело, Мильтон и Маурисио Роберто Дориа-Баптиста) вдохновленными парижским терминалом аэропорта Ле Бурже. Новаторские модернистские архитектурные особенности нового терминала превращали его в национальный ориентир Бразилии. Кроме того, постепенно длина взлётно-посадочной полосы была увеличена сначала до 900 метров, затем до 1050 метров и впоследствии до 1350 метров. Это произошло только в 1947 году, когда его строительство было закончено. Здание терминала используется и на данный момент. Именно в этом терминале, обслуживающим  прибытие рейсов,  сейчас расположены две монументальных картины художника Кадму Фаусту де Соуза (Cadmo Fausto de Sousa) «Старая авиация» и «Современная авиация». Обе картины были написаны в 1951 году.
С постепенным перемещением международных перелетов в аэропорт Рио-де-Жанейро/Галеан, открытый в 1952 году, Сантос-Дюмон потерял свой статус главного международного аэропорта, но на многие годы сохранил свой статус центра для внутренних рейсов, особенно до 1960 года, когда столица Бразилии была перемещена в город Бразилиа.
21 мая 1959 года формальное соглашение между VARIG, Cruzeiro do Sul и VASP создали челночное обслуживание, или как это назвали на португальском языке Ponte Aérea, между Сантос-Дюмонтом и аэропортом Конгоньяс/Сан-Паулу. Обслуживание включило регулярные почасовые вылеты, общие стойки регистрации и упростило покупку билетов и формальности.
В 1968 году присоединилась к обслуживанию авиакомпания Transbrasil. С 1975 года в качестве главного воздушного судна использовался исключительно турбовинтовой самолёт Lockheed L-188 Electra компании VARIG. В 1999 году обслуживание закончилось, поскольку авиалинии решили управлять своими собственными услугами.
Из-за огня, который почти разрушил главный терминал в 1999 году, аэропорт был закрыт в течение 6 месяцев, и пассажиры должны были использовать международный аэропорт Рио-де-Жанейро/Галеан, который расположен намного дальше от центра города.
26 мая 2007 года было открыто совершенно новое современное расширение оригинального терминала, как раз к Панамериканские играм. Терминал используется для всех операций отправления, тогда как оригинальный терминал, строящий теперь, используется для всех операций прибытия. Новый исходный терминал увеличил суммарную мощность аэропорта до 8 миллионов пассажиров в год.
5 августа 2009 года было объявлено, что, чтобы возобновить его эксплуатационную лицензию, Институт окружающей среды штата Рио-де-Жанейро (INEA) потребует, чтобы аэропорт Сантос-Дюмон уменьшил часы работы с 06:00–23:00 до 06:00–22:00, уменьшил количество максимальных ежегодных пассажиров с 8 миллионов до 5 миллионов, и отменил использование маршрута подхода 2. После того, как встреча между INEA и Infraero была проведена 3 сентября 2009, был найден следующий компромисс: с 8 сентября, маршрут подхода 2 будет использоваться только при определённых условиях ветра, которые составляют 30 % общей суммы операций; с 18 сентября аэропорт будет закрыт с 23:00 и до 06:00 часов. Самолёт должен отбыть или прибыть до 22:30 часов; с 3 октября, максимальное количество полётов в час будет снижено с 23 до 19.
Аэропорт известен наличием самых коротких взлётно-посадочных полос.
Самолёт Lockheed L-188 Электра можно увидеть при взлёте из аэропорта Сантос-Дюмон в одном из фильмов о Джеймсе Бонде «Лунный гонщик» (1979).

## Авиалинии и направления
| Авиакомпании↓  | Назначения |
| -------------- | --- |
| Azul           | Кампинас, Порту-Алегри, Салвадор |
| Avianca Brasil | Аракажу, Сан-Паулу (Конгоньяс/Сан-Паулу), Сан-Паулу (Сан-Паулу/Гуарульос), Бразилиа, Белу-Оризонти (Танкреду Невес) |
| GOL            | Сан-Паулу (Конгоньяс/Сан-Паулу), Витория, Бразилиа, Белу-Оризонти (Танкреду Невес), Манаус, Бразилиа и Витория |
| Passaredo      | Рибейран-Прету, Уберландия, Бразилиа, Гояния, Сан-Жозе-ду-Риу-Прету, Ресифи, Куяба и Жи-Парана. |
| TAM Airlines   | Аракажу, Белу-Оризонти (Танкреду Невес), Бразилиа, Кабу-Фриу, Куритиба, Ильеус, Ресифи, Сан-Паулу (Конгоньяс/Сан-Паулу), Витория |
| TEAM           | Бузиус, Кампус-дус-Гойтаказис, Масейо, Сан-Жозе-дус-Кампус |
| TRIP           | Белу-Оризонти (Карлос Друммонд де Андраде и Танкреду Невес), Кабу-Фриу, Кампинас, Кампу-Гранди, Куяба, Куритиба, Фернанду-ди-Норонья, Фос-ду-Игуасу, Гояния, Жуис-ди-Фора, Масейо, Манаус, Маринга, Порту-Алегри, Порту-Сегуру, Порту-Велью, Ресифи, Резенди (ожидание разрешения), Рибейран-Прету, Сан-Жуан-дел-Рей, Сан-Жозе-ду-Риу-Прету, Сан-Жозе-дус-Кампус, Уберландия, Витория |
| WebJet         | Бразилиа, Сан-Паулу (Сан-Паулу/Гуарульос), Куритиба, Белу-Оризонти (Танкреду Невес), Порту-Алегри |

## Общественный транспорт
Аэропорт расположен рядом с центром города Рио-де-Жанейро.
Добраться можно на такси, а также автобусом маршрута номер 2018, который ходит раз в полчаса (с 05:30 и  до 22:30 часов) от аэропорта Сантос-Дюмон к центральной автобусной станции и международному аэропорту Рио-де-Жанейро/Галеан в одном направлении, и в противоположном направлении к южным частям города вдоль берега, с конечной остановкой на автовокзале Alvorada в Барре да Тижуке (Barra da Tijuca). Билетные стойки для этого автобусного сообщения могут находиться перед терминалом прибытия.

## Будущие разработки
31 августа 2009 года Infraero представил план модернизации аэропорта Сантос-Дюмон, сосредоточившись на приготовлениях к чемпионату мира по футболу 2014 года и Летним Олимпийским играм 2016, которые будет проходить в Бразилии, в Рио-де-Жанейро. Планируется закончить реконструкцию пассажирского терминала прибытия. Работы должны быть закончены в ноябре 2011 года.